# مارتين دي يونغ
مارتين دي يونغ (بالإنجليزية: Martijn de Jong؛ مواليد 17 يوليو 1974) هو مُقاتل فنون قتالية مختلطة هولندي.

## وصلات خارجية
- مارتين دي يونغ على موقع شيردوغ (الإنجليزية)